# خاقانية الترك الثانية
الخاقانية التركية الثانية في النقوش التي كتبها بين تسوكتو. هي خاقانية كانت في وسط وشرق آسيا أسستها قبيلة أشينا في بلاد الكوكتورك. سبقتها الخاقانية التركية الشرقية (552-630) ثم تلتها فترة من حكم سلالة تانغ للصين (630-682). تمركزت الخاقانية الثانية في أوتوكين في الروافد العليا لنهر أورخون. تلتها خاقانية الأويغور.

## موجز
بعد سقوط الخاقانية التركية الشرقية، في عام 679، أُعلن أشينا نيشوفو خاقانًا وثار ضد سلالة تانغ. في عام 680، هُزم على يد بي شينغ جيان. بعد ذلك بفترة قصيرة، قُتل نيشوفو على يد رجاله. بعد موت نيشوفو، عُين أشينا فيونيان، وهو سليل آخر للعشيرة الملكية، خاقانًا وتمرد الأتراك الشرقيون مرة أخرى ضد احتلال سلالة تانغ. حصد فيونيان في المراحل الأولى من التمرد بعض الانتصارات، لكن الأتراك هُزموا فيما بعد مجددًا على يد بي شينغ جيان. وفقًا لتونيوكوك، كانت محاولة التمرد ضد الصينيين وتعيين خاقان للعرش إجراءً غير شرعي. كان ذلك خطأً من الشعب الذين خلعوا نيشوفو وقتلوه وأخضعوا أنفسهم مجددًا للصينيين.
لم تنجح الانتفاضة في الفترة بين عامي 679-681، على الرغم من أنها أدت في عام 682 إلى انسحاب قتلغ إلى صحراء جوبي. بمجرد أن تمركز قتلغ، وأخوه بوغو كوا وأقرب رفاقه في السلاح في جبال يين، نجح تونيوكوك في كسب تأييد معظم الأتراك وشن عمليات ناجحة ضد القوات الإمبراطورية في شانسي بين عامي 682 و687. في عام 687 غادر إلتريش كاخان جبال يين شان، ثم وجّه جيشه الموحد والقتالي لغزو معاقل الأتراك في منغوليا الوسطى والجنوبية. بين عامي 687 و691 هُزم وأُخضع تحالف توكيوز أوغوز والأويغور الذين احتلوا هذه الأراضي، وسقط قائدهم، أبوز كاغان، في أرض المعركة. انتقل مركز الخاقانية التركية الثاني إلى جبال أوتوكين، على ضفاف أنهار أورخون، وسيلينغا وتولا.

## الانتفاضة
في عام 691 مات إلتريش قاغان وخلفه أخوه الأصغر، التي تقلّد لقب قاباغان قاغان. في الفترة بين عامي 696-697 أخضع قاباغان الخيتانيين وأبرم تحالفًا مع كومو شي (تاتابو في النصوص التركية)، مما أوقف تقدم القوات الصينية إلى الشمال الشرقي، داخل سفوح جبال كينغان، وأمّن الحدود الشرقية للإمبراطورية. حُددت الحدود الشمالية والغربية لدولة قاباغان بين عامي 698 و701 من خلال سلاسل جبال تانو أولا وألتاي وتارباغاتي. بعد هزيمة قبيلة باييركو في 706-707، احتل الأتراك الأراضي الممتدة من الروافد العليا لنهر كيرولين حتى بحيرة بايكال. في الفترة بين عامي 709-710 أخضعت القوات التركية شعوب الآز والتشيك، وعبرت جبال سايان، وألحقت هزيمة ساحقة بيينيسي قرغيز. سقط الحاكم القيرغيزستاني في المعركة، وكان من المفترض أن يبقى المنحدرون من نسله تابعين للكوكتورك لعدة أجيال. في عام 711 عبرت القوات التركية، بقيادة تونيوكوك، التاي المنغولية واصطدمت مع جيش تورغيش في جونغاريا، على نهر بولوشو وحققت انتصارًا ساحقًا. أجبرهم تونيوكوك على عبور نهر سير داريا في إطار ملاحقتهم لتورغيش، ليقود جنوده بذلك إلى حدود توخارستان. من ناحية ثانية، قُطعت القوات التركية من المساعدات الخلفية في معاركها مع العرب في سمرقند وتكبدوا خسائر كبيرة؛ وواجهوا صعوبة بالعودة إلى التاي في الفترة بين 713-714. وهناك عززوا الجيش الذي كان يستعد لحصار بشباليك. لم ينجح الحصار وبعد خسارتهم في ستة صدامات، رفعه الأتراك.